# Rebecca Hampton
Pour les articles homonymes, voir Hampton.
Rebecca Hampton, née le 1er mai 1973 dans le 15e arrondissement de Paris, est une actrice et animatrice française.
Elle est surtout connue pour son rôle, entre 2004 et 2022, de Céline Frémont dans le feuilleton Plus belle la vie diffusé sur France 3 et pour avoir interprété le commissaire Paloma Ruiz dans la série Duval et Moretti en 2008 sur M6.
Par ailleurs, elle coanime l'émission Y'a que la vérité qui compte avec Pascal Bataille et Laurent Fontaine, tout d'abord sur TF1 de 2002 à 2004 puis de 2023 à 2025 lors du retour du programme sur C8.

## Biographie

### Famille
D'ascendance anglaise par son père et polonaise par sa mère, professeure de danse, Rebecca Hampton a une sœur, Justine, et un frère, Jean-Baptiste Pellerin, qui est photographe[réf. nécessaire].

### Carrière
Enfant, elle joue dans le spectacle musical de Chantal Goya Le soulier qui vole,.
Elle commence au cinéma en 1985, dans le court-métrage Le Livre de Marie.
Dans les années 1990, elle tient divers rôles dans des productions AB sur TF1 : notamment une groupie dans un épisode d'Hélène et les Garçons en 1992, dans Les Années fac en 1995 où elle joue Clarisse, une mangeuse d'hommes, petite amie infidèle de Daniel dans 19 épisodes et est Patricia dans Les Vacances de l'amour en 1997.
En 2001, elle fait une apparition dans le film d'action Yamakasi - Les samouraïs des temps modernes. La même année, elle apparait dans le clip de la chanson Le vent nous portera du groupe de rock Noir Désir dans lequel elle interprète, en brune, la mère du petit garçon.
Elle se fait connaître ensuite du grand public, tout d'abord entre 2002 et 2004, grâce à l'émission de divertissement Y'a que la vérité qui compte animée par Pascal Bataille et Laurent Fontaine sur TF1 dans laquelle elle accompagne les personnes invitées en attente de découvrir qui les a conviées.
Ensuite, elle joue dans le feuilleton à succès Plus belle la vie sur France 3  de 2004 à 2022, y interprètant le personnage de Céline Frémont dans les épisodes quotidiens, ainsi que dans les téléfilms spéciaux diffusés ponctuellement en première partie de soirée sur la même chaîne.
Elle apparaît notamment dans des series policières de TF1 telles que Commissaire Moulin en 2003 et 2004, La Crim' en 2004, Julie Lescaut en 2005.
Les 4 août 2007, 20 août 2011, 25 août 2012, 19 août 2017 et 13 août 2022, elle participe au jeu télévisé Fort Boyard sur France 2. Le 11 mai 2008, elle participe, sur Gulli, au jeu télévisé In ze boîte dans une spéciale PBLV avec Aurélie Vaneck.
En 2008, sur M6, elle tient l'un des rôles principaux, le commissaire Paloma Ruiz, dans la série Duval et Moretti au côté d'Alexandre Brasseur et Emmanuel Patron.
En 2009 et 2010, elle joue au théâtre dans la pièce de boulevard Attache-moi au radiateur, de Raffy Shart, avec Anthony Delon et Arsène Mosca, puis en 2010 et 2011 dans Le Chêne d'Allouville avec Georges Beller.
En 2011, au Studio des Ursulines, elle rend hommage à l'actrice et chanteuse Colette Renard (décédée en 2010), avec François Leterrier, Jacques Ferchit, Alexandre Laborde et Sinan Bertrand dans le cadre d'un Clin d'œil à Colette Renard produit par l'éditeur Pascal Maurice.
Le 25 avril 2013, elle annonce qu'elle attend un bébé et qu'elle souhaite s'éloigner des plateaux de tournage le temps de sa maternité.
Elle écrit Lettres de là-bas, un livre de correspondance avec l'éditeur Pascal Maurice, publié en septembre 2013, suivi de Nouvelles lettres de là-bas en 2018.
Après la naissance de sa fille en août 2013, elle apparaît de nouveau dans les médias (notamment dans Touche pas à mon poste !) et présente l'émission PBLV part en live ! sur France 3, en alternance avec Alexandre Fabre du 28 septembre au 7 octobre. Elle annonce qu'elle reprend les tournages de Plus belle la vie le 11 novembre 2013.
Elle a joué notamment dans un prime-time spécial de la série Nos chers voisins sur TF1, dans des téléfilms des collections Meurtres à... et Les Mystères de... et dans des épisodes de Commissaire Magellan et La Stagiaire pour France 3, ainsi que dans les séries Léo Matteï et Camping Paradis sur TF1.
En 2023, elle est à l'affiche de la pièce de théâtre Pour le meilleur et pour le pire, aux côtés de Booder. À partir de cette même année, elle coanime de nouveau Y'a que la vérité qui compte avec Bataille et Fontaine, lors du retour de l'émission sur C8 jusqu'à l'arrêt de la chaîne en 2025.

## Vie privée
Après une relation de deux ans avec l'acteur Serge Dupire de 2004 à 2006, elle a une relation avec l’humoriste Patrick Bosso,.
En avril 2013, elle annonce une grossesse inespérée. Sa fille Eléa naît le 21 août 2013. Elle révèle par la suite que le père est un animateur radio, David Bérard.
Dans un numéro de Gala paru en novembre 2022, elle présente son nouveau compagnon, Vincent Azé, auteur de théâtre avec qui elle partage sa vie de 2021 jusqu'en 2023,.

## Filmographie

### Cinéma
- 1984 : Le Livre de Marie, court-métrage d'Anne-Marie Miéville : Marie
- 1996 : Portraits chinois de Martine Dugowson : Sophie
- 2000 : Loin de Syracuse, court-métrage d'Éric Paccoud : Cléa
- 2001 : Yamakasi - Les samouraïs des temps modernes de Julien Seri et Ariel Zeitoun : la secrétaire du conseiller du ministre
- 2003 : Two Cars, One Night, court-métrage néo-zélandais de Taika Waititi
- 2006 : Incontrôlable de Raffy Shart : Rebecca
- 2010 : Amélie au pays des Bodin's d'Éric Le Roch : la princesse Bodin
- 2017 : Des amours, désamour de Dominic Bachy : Catherine
- 2019 : Amon Amour, court-métrage de Dominic Bachy : Catherine
- 2022 : Les SEGPA d'Ali Bougheraba et Hakim Bougheraba : la mère de Claire
- 2023 : Les SEGPA au ski d'Ali Bougheraba et Hakim Bougheraba : Clarisse Jourdan.

### Télévision
- 1992 : Hélène et les Garçons : une groupie (saison 1, épisode 67 : Les groupies)
- 1992 : Carré d'as de Marc Lobet (série)
- 1995 : Les Années fac de Jean-François Porry : Clarisse (19 épisodes)
- 1996 : Studio des artistes de Jean-François Porry (dernier épisode : Quitte ou double)
- 1996 : Les Vacances de l'amour de Jean-François Porry : Patricia (saison 2, épisode 5 : Le roi de cœur)
- 1996 : Troubles : Alison Kendall (saison 1, épisode 13 : Cinéma Vérité)
- 2001 : Le Prix de la vérité de Joël Santoni : Maryse Spontini
- 2001 : Blague à part de Daive Cohen : la fille qui dîne avec Mike (saison 3, épisode 14 : Black à part)
- 2003 : Commissaire Moulin : le médecin de Méka (saison 6, épisode 3 : Sale bizness)
- 2004 : Commissaire Moulin (saison 6, épisode 5 : Bandit d'honneur) : Catherine
- 2004 : La Crim' : Mathilde (saison 9, épisode 6 : Meurtre sous influence)
- 2004 - 2022 : Plus belle la vie : Céline Frémont, dans 1522 épisodes et dans les téléfilms spéciaux :
  - 2009 : Les Filles du désert
  - 2013 : Petits arrangements avec l'amour
  - 2022 : Sept mariages et un enterrement
- 2005 : Julie Lescaut : Céline (saison 14, épisode 2 : Mission spéciale)
- 2005 : Rosalie s'en va de Jean-Dominique de La Rochefoucauld : Carole
- 2006 : Préjudices : Zoe Turner (saison 1, épisode 5 : Gendarme)
- 2008 : Duval et Moretti : commissaire Paloma Ruiz (21 épisodes)
- 2014 : Meurtres à Carcassonne de Julien Despaux : Angélique Demange
- 2015 : Plus belle la vie : ensemble (saison 1, épisode 11 : Partager l'information)
- 2017 : Nos chers voisins au ski : une employée du zoo
- 2017 : Camping Paradis : Caroline (saison 9, épisode 3 : Une nouvelle vie)
- 2018 : Commissaire Magellan réalisé par Etienne Dhaene : Mathilde Saunier (saison 10, épisode 2 : Rêve brisé)
- 2019 : Léo Matteï, Brigade des mineurs : Hélène Dolbeault (saison 6, épisode 2 : La Piste aux étoiles)
- 2020 : La Stagiaire : Éléonore Montel (saison 5, épisode 1 : Espace détente)
- 2020 : Les Mystères de la chorale d'Emmanuelle Dubergey : Laurence Virlax
- 2020 : PBLV et le Défenseur des droits (saison 1, épisode 3 : Céline et Charles Frémont et saison 1, épisode 4 : César et Céline)
- 2023 : Camping Paradis : Delphine Rivière (saison 14, épisode 3 : Les Bleus à La Réunion)
- 2024 : Simon Coleman : Stéphanie Poncelle (saison 2, épisode 5 : Confiserie amère)
- 2025 : A Priori : Gala Morin (épisode 8 : Le sport c'est dangereux)

### Clips
- 2001 : Le vent nous portera de Noir Désir : la jeune femme
- 2001 : Ich will de Rammstein

## Théâtre
- 1980-1981 : Le Soulier qui vole, comédie musicale de Jean-Jacques Debout avec Chantal Goya
- 2009-2010 : Attache-moi au radiateur, comédie de Raffy Shart avec Anthony Delon et Arsène Mosca
- 2013-2014 : Sors de ce corps, de Willy Liechty
- 2016 : La Surprise de Pierre Sauvil, mise en scène d'Olivier Macé et Jean-Pierre Dravel, en tournée
- 2017-2018 : On meurt si on veut !, écrite et mise en scène par Kanouk
- 2020 - 2022 : Panique au ministère de Jean Franco et Guillaume Mélanie, mise en scène de Guillaume Mélanie, Théâtre Tête d'Or et tournée : Gabrielle Bellecour
- 2023 : La Voie des femmes, mise en scène de Séverine Ferrer
- 2023-2024 : Pour le meilleur et le pire, d'Audrey Garcia  mise en scène de Benjamin Massard, et tournée : Jeanne
- 2024-2025 : 7 scènes de ménages de et avec Alil Vardar
- 2025 : Un siège éjectable de Bruno Druart et Patrick Angonin

## Émissions de télévision

### Animatrice
- 2002-2004 : Y'a que la vérité qui compte sur TF1
- 2009 : Brit Week sur Virgin 17
- 2009 : One man sauvage sur France 4 avec Max Boublil
- 2013 : PBLV part en live ! sur France 3
- 2014 : Les animaux font leur show sur NRJ12
- 2023-2025 : Y'a que la vérité qui compte sur C8

### Participante
- 2006 : Ça se discute sur France 2 : participante (Thème : « Célébrité : le succès peut-il être trop lourd à porter ? »)[16]
- 2007, 2011, 2012, 2017, 2022 : Fort Boyard sur France 2 : participante
- 2008 : In ze boîte sur Gulli
- 2009 : Mot de passe sur  France 2 : candidate
- 2018 : Élection de Miss Prestige National 2018 sur TL7 : présidente du jury
- 2020 : Boyard Land sur France 2 : participante
- 2024 : Titoff fait son chef sur France 3 : invitée